# Madonna in gloria col Bambino, santi Giovannino, Fermo e Rustico, angeli e il donatore Giovanni Pesenti
La Madonna in gloria col Bambino, santi Giovannino, Fermo e Rustico, angeli e il donatore Giovanni Pesenti è un dipinto a olio su tela di Francesco Polazzo e conservata come pala d'altare della chiesa della Natività di Maria Vergine e Santi Fermo e Rustico di Sombreno.

## Storia
L'altare maggiore della chiesa conservata parti del polittico proveniente dall'antica chiesa della Natività di Maria, che originariamente era composto di nove tavole ma di cui se ne conservavano solo tre: Madonna col Bambino, santi Fermo e Rustico che era stato realizzato da Giovanni Galizi De Vecchi della famiglia Santacroce nel 1543. Le tre tele furono vendute quando la chiesa fu oggetto di un ampio restauro e con la costruzione del presbiterio tra il 1738 e il 1741 quando le tavole del polittico furono alienate.
La nuova tela fu commissionata al Polazzo dal canonico Giovanni Pesenti. La sua assegnazione a Giovanni Raggi, la si deve alla vicinanza dei due artisti, e di cui il Polazzo si riteneva allievo avendo avuto entrambi la formazione artistica nella città lagunare. Anche il committente don Pesenti era molto vicino al Raggi, di cui era il protettore. Una fonte, rinvenuta negli archivi, e risalente agli ultimi anni del Settecento, riporta: “conte canonico Giovanni Pesenti, vi fece pure dipingere da Francesco Polazzo una bella ancora per l'altar maggiore”.

## Descrizione
La pala di grandi dimensioni, lavoro di Francesco Polazzo, raffigura nel classico sviluppo piramidale, una sacra conversazione collocata sopra un altare architettonicamente molto elaborato. La pittura rappresenta la maturità artistica del Polazzo, che aveva subito l'influenza del pittore Sebastiano Ricci avendo studiato il suo dipinto eseguito nel 1704 con il medesimo soggetto per la basilica di Sant'Alessandro di Bergamo. Tra i due artisti vi era anche un rapporto di amicizia testimoniato da alcuni documenti dove il Ricci elogia le opere del veneziano nelle confidenze con il conte Giacomo Tassis.
La parte della tela presenta l'immagine di Maria col Bambino benedicente, inserita in una nicchia d'altare, seduta su di un trono di nubi retto da tre angeli con le grandi ali spiegate. La Vergine indossa un abito celeste e un manto bianco avvolge lei e il figlio. Un leggero manto di colore ocra, le copre il capo e le spalle. Sotto le nubi che reggono la Madonna vi è un bambino identificato in san Giovanni battista con un abito in pelle. Questi porta una croce astile e un cartiglio con la scritta ecce Agnus Dei. La scelta di raffigurare san Giovanni va associata al committente a cui era volta la devozione personale.
I santi titolari della chiesa Fermo e Rustico sono raffigurati sul lato sinistro inferiore e il loro sguardo è volto in adorazione della Madonna e di Gesù Bambino, due putti sono dipinti nella parte centrale, uno porge loro le palme del martirio, mentre l'altro suona il liuto. Sul lato destro inferiore in abiti ecclesiastici è raffigurato don Pesenti che, rivolto all'osservatore, indica tutta la scena, mostrando ai fedeli che la vita indicata dalla chiesa è quella del martirio per fede.